# Ромб
Ромб (грец. ρομβος) — це паралелограм, у якого всі сторони рівні.
Ромб, сторони якого утворюють прямий кут, називають квадратом.
Діагоналі ромба перетинаються під прямим кутом. Діагоналі ромба є бісектрисами його кутів.

## Етимологія
Слово «ромб» походить від грец. ῥόμβος (ромбос), що означає щось, що обертається, утворене своєю чергою від дієслова ῥέμβω (рембо), що означає «обертаюся довкола». Слово використовувалося Евклідом і Архімедом, які використовували термін «об'ємний суцільний ромб» для двох круглих конусів зі спільною основою.
Та плоска фігура, яку ми сьогодні називаємо ромбом, є поздовжнім перетином того суцільного ромба, що проходить крізь вершини кожного з двох конусів.

## Ознаки ромба
Паралелограм ABCD буде ромбом, якщо виконується хоча б одна з таких умов:
1. Дві його суміжні сторони рівні (звідси випливає, що всі сторони рівні): АВ = ВС = CD = AD
2. Його діагоналі перетинаються під прямим кутом: AC┴BD
3. Одна із діагоналей (бісектриса) ділить кути навпіл:
∠BAC = ∠CAD або ∠BDA = ∠BDC
4. Якщо всі висоти рівні: BN = DL = BM = DK
5. Якщо діагоналі ділять паралелограм на чотири рівні прямокутні трикутники:
Δ ABO = Δ BCO = Δ CDO = Δ ADO
6. Якщо в паралелограм можна вписати коло.

## Властивості ромба
Кожен ромб має дві діагоналі, що з'єднують пари протилежних вершин, і має дві пари паралельних сторін. Використовуючи правила конгруентних трикутників, можна довести, що ромб є симетричним відносно кожної з його діагоналей. Звідси випливає, що ромб має такі властивості:
- Це паралелограм, діагоналі якого розділяють внутрішній кут.
- Протилежні кути ромба рівні.
- Діагоналі ромба перетинаються під прямим кутом, точка перетину є серединою кожної діагоналі.
- Діагоналі ромба є бісектрисами кутів, з яких вони проведені.
- Сторони ромба попарно паралельні.
- Точка перетину діагоналей називається центром симетрії ромба.
- В будь-який ромб можна вписати коло.
- Центром кола, вписаного в ромб, є точка перетину його діагоналей.
- Сума квадратів діагоналей дорівнює квадрату сторони, помноженому на чотири: AC2 + BD2 = 4AB2

Однією з основних властивостей є те, що ромб - це паралелограм, внаслідок чого ромб має усі ті властивості, що й паралелограм. Наприклад,
- протилежні сторони паралельні;
- прилеглі кути є суміжними;
- дві діагоналі поділяють одна одну навпіл;
- будь-яка пряма, що проходить через центр, поділяє площу навпіл;
- сума квадратів сторін дорівнює сумі квадратів діагоналей (правило паралелограма).

Отож, якщо позначити сторону як a, а діагоналі як d1 і d2, то для кожного ромба
{\displaystyle \displaystyle 4a^{2}=d_{1}^{2}+d_{2}^{2}.}
Не кожен паралелограм є ромбом, але кожен паралелограм, у якого діагоналі є перпендикулярними, є ромбом. В загальному випадку будь-який чотирикутник з перпендикулярними діагоналями, одна з яких є лінією симетрії, - це дельтоїд.

## Сторона ромба

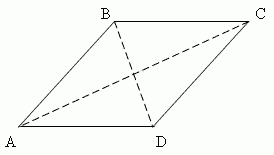
Ромб

### Формули визначення довжини сторони ромба

Ромб

1. Формула сторони ромба через площу і висоту:
{\displaystyle a={\frac {S}{h}}}
2. Формула сторони ромба через площу і синус кута:
{\displaystyle a={\frac {\sqrt {S}}{\sqrt {\sin {\alpha }}}}}
{\displaystyle a={\frac {\sqrt {S}}{\sqrt {\sin {\beta }}}}}
3. Формула сторони ромба через площу і радіус вписаного кола:
{\displaystyle a={\frac {S}{2r}}}
4. Формула сторони ромба через дві діагоналі:
{\displaystyle a={\frac {\sqrt {d_{1}^{2}+d_{2}^{2}}}{2}}}
5. Формула сторони ромба через діагональ і косинус гострого кута (cos α) або косинус тупого кута (cos β):
{\displaystyle a={\frac {d_{1}}{\sqrt {2+2\cos {\alpha }}}}}
{\displaystyle a={\frac {d_{2}}{\sqrt {2-2\cos {\beta }}}}}
6. Формула сторони ромба через більшу діагональ і половинний кут:
{\displaystyle a={\frac {d_{1}}{2\cos {\frac {\alpha }{2}}}}}
{\displaystyle a={\frac {d_{1}}{2\sin {\frac {\beta }{2}}}}}
7. Формула сторони ромба через малу діагональ і половинний кут:
{\displaystyle a={\frac {d_{2}}{2\cos {\frac {\beta }{2}}}}}
{\displaystyle a={\frac {d_{2}}{2\sin {\frac {\alpha }{2}}}}}
8. Формула сторони ромба через периметр:
{\displaystyle a={\frac {P}{4}}}

## Діагоналі ромба

Ромб

Діагональ ромба — це відрізок, що з'єднує дві вершини протилежних кутів ромба.
Ромб має дві діагоналі — більшу d1, та меншу — d2

### Формули визначення довжини діагоналі ромба

Ромб

1. Формули більшої діагоналі ромба через сторону і косинус гострого кута (cosα) або косинус тупого кута (cosβ)
{\displaystyle d_{1}=a{\sqrt {2+2\cos \alpha }}}
{\displaystyle d_{1}=a{\sqrt {2-2\cos \beta }}}
2. Формули меншої діагоналі ромба через сторону і косинус гострого кута (cosα) або косинус тупого кута (cosβ)
{\displaystyle d_{2}=a{\sqrt {2+2\cos \beta }}}
{\displaystyle d_{2}=a{\sqrt {2-2\cos \alpha }}}
3. Формули більшої діагоналі ромба через сторону і половинний кут:
{\displaystyle d_{1}=2a\cdot \cos(\alpha /2)}
{\displaystyle d_{1}=2a\cdot \sin(\beta /2)}
4. Формули меншої діагоналі ромба через сторону і половинний кут:
{\displaystyle d_{2}=2a\cdot \sin(\alpha /2)}
{\displaystyle d_{2}=2a\cdot \cos(\beta /2)}
5. Формули діагоналей ромба через сторону і другу діагональ:
{\displaystyle d_{1}={\sqrt {4a^{2}-d_{2}^{2}}}}
{\displaystyle d_{2}={\sqrt {4a^{2}-d_{1}^{2}}}}
6. Формули діагоналей через тангенс гострого tgα або тупого tgβ кута і другу діагональ:
{\displaystyle d_{1}=d_{2}\cdot \tan(\beta /2)}
{\displaystyle d_{2}=d_{1}\cdot \tan(\alpha /2)}
7. Формули діагоналей через площу і другу діагональ:
{\displaystyle d_{1}={\frac {2S}{d_{2}}}}
{\displaystyle d_{2}={\frac {2S}{d_{1}}}}
8. Формули діагоналей через синус половинного кута і радіус вписаного кола:
{\displaystyle d_{1}={\frac {2r}{\sin(\alpha /2)}}}
{\displaystyle d_{2}={\frac {2r}{\sin(\beta /2)}}}

## Периметр ромба
Периметром ромба називається сума довжин всіх сторін ромба.
Формула периметра ромба через сторону ромба:
{\displaystyle P=4\cdot a}

## Площа ромба

Ромб. Кожен кут, який відмічений чорною точкою є прямим кутом. Висота h є перпендикуляром між двома протилежними сторонами, яка дорівнює діаметру вписаного кола. Діагоналі з довжиною відміченими червоними пунктирними відрізками.

Площа ромба — це простір, обмежений сторонами ромба, тобто в межах периметра ромба.

### Формули визначення площі ромба
1. Формула площі ромба через сторону і висоту:
{\displaystyle S=a\cdot h}
2. Формула площі ромба через сторону і синус будь-якого кута:
{\displaystyle S=a^{2}\cdot \sin \alpha =a^{2}\cdot \sin \beta }
3. Формула площі ромба через сторону і радіус:
{\displaystyle S=2a\cdot r}
4. Формула площі ромба через дві діагоналі:
{\displaystyle S={\frac {d_{1}\cdot d_{2}}{2}}}
5. Формула площі ромба через синус кута і радіус вписаного кола:
{\displaystyle S={\frac {4\cdot r^{2}}{\sin \alpha }}}
6. Формули площі через більшу діагональ і тангенс гострого кута (tgα) або малу діагональ і тангенс тупого кута (tgβ):
{\displaystyle S={\frac {1}{2}}d_{1}^{2}\cdot \tan({\frac {\alpha }{2}}),}
{\displaystyle S={\frac {1}{2}}d_{2}^{2}\cdot \tan({\frac {\beta }{2}})}

## Коло, вписане у ромб

Коло, вписане у ромб

Колом, вписаним у ромб, називається коло, що дотикається до всіх сторін ромба та має центр на перетині діагоналей ромба.

### Формули визначення радіуса кола, вписаного в ромб
1. Формула радіуса кола, вписаного в ромб, через висоту ромба:
{\displaystyle r={\frac {h}{2}}}
2. Формула радіуса кола, вписаного в ромб, через площу та сторону ромба:
{\displaystyle r={\frac {S}{2a}}}
3. Формула радіуса кола, вписаного в ромб, через площу та синус кута:
{\displaystyle r={\frac {\sqrt {S\cdot \sin \alpha }}{2}}}
4. Формули радіуса кола, вписаного в ромб, через сторону і синус будь-якого кута:
{\displaystyle r={\frac {a\cdot \sin \alpha }{2}}}
{\displaystyle r={\frac {a\cdot \sin \beta }{2}}}
5. Формули радіуса кола, вписаного в ромб, через діагональ та синус кута:
{\displaystyle r={\frac {d_{1}\cdot \sin(\alpha /2)}{2}}}
{\displaystyle r={\frac {d_{2}\cdot \sin(\beta /2)}{2}}}
6. Формула радіуса кола, вписаного в ромб, через дві діагоналі:
{\displaystyle r={\frac {d_{1}\cdot d_{2}}{2{\sqrt {d_{1}^{2}+d_{2}^{2}}}}}}
7. Формула радіуса кола, вписаного в ромб, через дві діагоналі та сторону:
{\displaystyle r={\frac {d_{1}\cdot d_{2}}{4a}}}

## Рівняння
Сторони ромба, центр якого суміщено з центром координат із діагоналями, що розташовані на осях, будуть складатися із точок (x, y), що задовільняють рівняння
{\displaystyle \left|{\frac {x}{a}}\right|\!+\left|{\frac {y}{b}}\right|\!=1.}
Вершини знаходитимуться в точках {\displaystyle (\pm a,0)} і {\displaystyle (0,\pm b).} Це є особливим випадком супереліпса із експонентою 1.